# Дудзеле
Дудзеле (нидерл. Dudzele) — деревня в бельгийской провинции Западная Фландрия, которая с 1 января 1971 года является частью столицы провинции Брюгге. Он расположен в польдере к северу от центра города. Дудзеле имеет площадь 21,92 км². В 2014 году здесь проживало 2565 человек.

## История
Дудзеле, вероятно, возник примерно в IX веке как жилой курган. Один из старейших жилых центров к северу от Брюгге. Самое старое письменное упоминание как Дудазела относится к 1089 году. С 1109 года до французского периода приход находился в зависимости от собора Сен-Донаас в Брюгге, а до этого — от аббатства Корби.
Обнесенные стеной фермы также возникли в X-XI веках. Небольшая церковь была основана в середине XI века. В начале XII века Дудзеле был достаточно защищен от наводнений. Около 1150 г. Кулкерке отделилась от прихода, и в 1-й половине XIII века была основана вспомогательная церковь, из которой возник приход Рамскапелле. Кирпичная промышленность также процветала в XIII веке.
Сопротивление Брюгге против Максимилиана Австрийского, ближайший соратник которого, Якоб ван Гистель, был лордом Дудзеле, привело к разрушению замка Дудзеле в 1483 году и обезглавливанию Якоба в Брюгге в 1488 году.
В конце XVI века в результате религиозных споров наблюдались потрясения, а в 1575—1583 годах — эпидемия чумы. Ситуация улучшилась около 1591 года. В 1687 году была построена новая церковь.
В 1795 году феодальные отношения были отменены, и в 1796 году Дудзеле стал независимым муниципалитетом. Строительство канала Брюгге — Зебрюгге, позже названного каналом Будевейн, между 1896 и 1905 годами было радикальным, в результате чего Дудзеле потерял 77 га территории. В 1932 году Дудзеле снова пришлось уступить Брюгге землю, а именно 508 гектаров на западной стороне канала. В 1970 году Дудзеле стал частью объединенного муниципалитета Брюгге.

## Достопримечательности

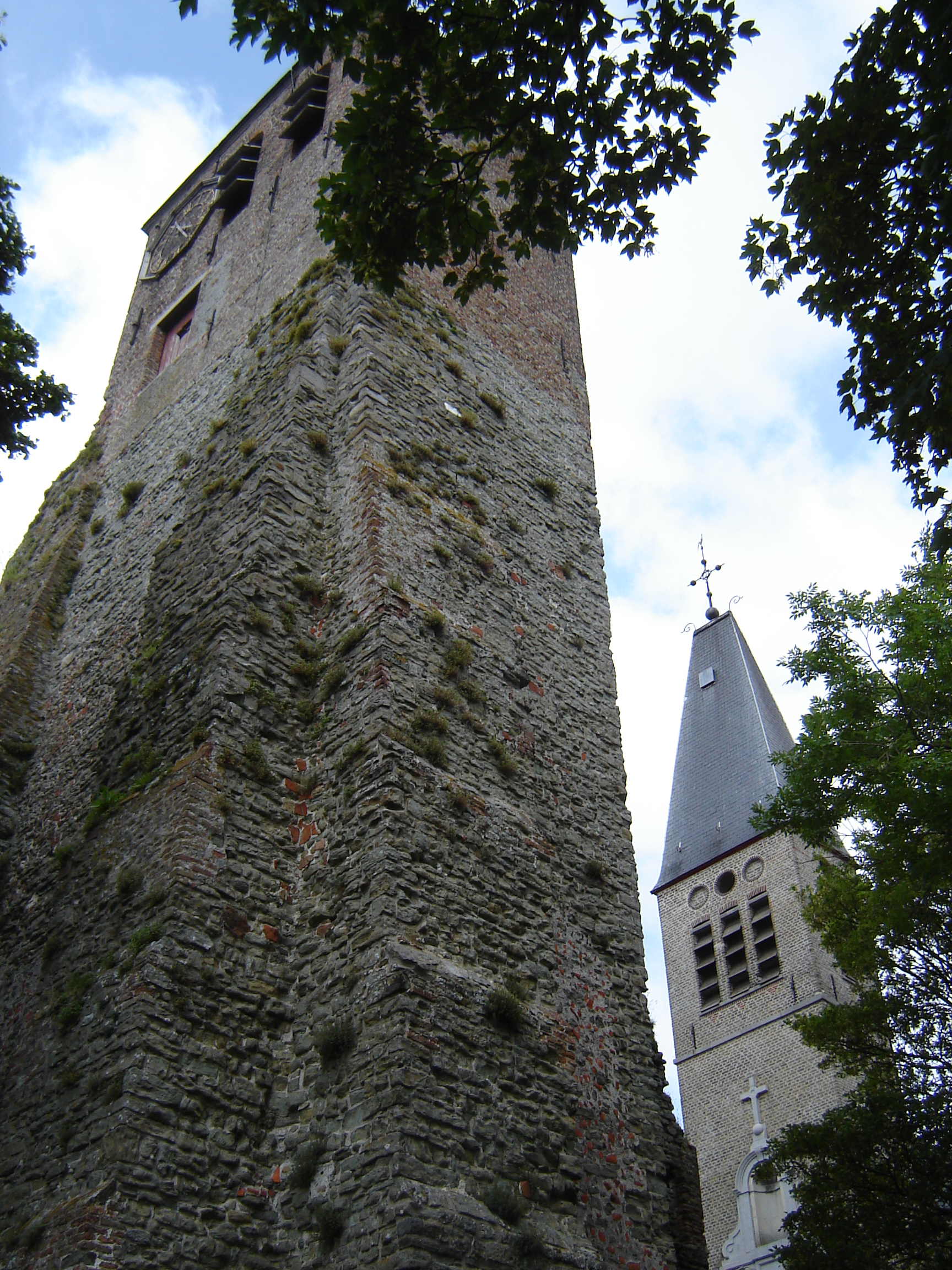
Старая и новая башни церкви Святого Петра

Главный памятник деревни — церковь Святого Петра с двумя башнями. Отдельно от церкви стоит романская башня. Башня — единственный остаток церкви, построенной в XII веке. Фактическая церковь датируется 1871 годом, часть которой датируется XVII веком. Романская башня — это не настоящая церковная башня старой церкви Дудзеле, а всего лишь одна из угловых башен. Должно быть, это была довольно большая церковь. Она была построена между 1150 и 1200 годами и снесена в 1634 году. В деревне также есть несколько домов XVII века.
Исторический музей «De Groene Tente» воссоздает историю муниципалитета, прихода и школ на основе важных элементов. Развлекательная жизнь, общества и гильдии, фотографии, номерные знаки, документы, медали и флаги также включены. Наконец, внимание уделяется ремеслам и промыслам, посуде и инструментам.
Некоторые исторические фермы, в частности Hoeve Roseblomme с амбаром 1633 года и Hoeve Goudblomme.

## Природа и ландшафт
Дудзеле находится в районе западно-фламандских польдеров на высоте около 2 метров. Прямо к северу от деревни проходит автомагистраль A11, а к северу от неё находятся портовые и промышленные районы порта Зебрюгге. На западе Дудзеле граничит с каналом Будевейн.

## Спорт и отдых
Футбольная команда ВК Дудзеле. Многофункциональный зал «Де Польдер».
Любители водных видов спорта могут посетить гребной клуб. Вместе с молодежным хостелом он расположен на Хердерсбруге, недалеко от канала Будевейн. Для велосипедного туризма есть Dudzeelse Trappers, которые еженедельно совершают поездки по воскресеньям утром с середины марта до середины октября.
С 1876 года в Дудзеле действует также местный духовой оркестр Королевского музыкального общества «Полдергалм Дудзеле». Эта гармония под аккомпанемент барабанного оркестра — старейшая сохранившаяся музыкальная труппа Брюгге.